# Посланник любви
«Посланник любви» — акварель британской художницы-прерафаэлита греческого происхождения Марии Спартали Стиллман, созданная в 1885 году.

## Информация о картине
На акварели изображена женщина, вышивающая Купидона, и голубь, принёсший ей любовное письмо. Посланник любви создан под влиянием как раннего творчества прерафаэлитов, так и итальянской живописью эпохи Возрождения. Символы, использованные в произведении, включают в себя традиционные атрибуты любви и чувственности — голубя, розу, Купидона. Мария Спартали Стиллман писала в 1906 году, что пейзаж за окном написан с Вилла Боргезе. Интерьером комнаты на акварели предположительно является комната в доме Эдварда Бёрн-Джонса в Фулеме.
В 1885 году акварель была выставлена в Галерее Гросвенор в Лондоне. Эта экспозиция стала одной из опорных точек в карьере Стиллман, а Посланник любви считается одним из важнейших произведений, выставлявшихся там в 1880-х годах.
В 1901 году акварель была приобретена за 100 фунтов Сэмюэлем Бэнкрофтом-младшим, владельцем одной из самых крупных коллекций произведений прерафаэлитов вне Великобритании. Позже Бэнкрофт передал её в 1935 году Художественному музею Делавэра.